# Parc national Corcovado (Costa Rica)
Pour les articles homonymes, voir Corcovado.
Ne doit pas être confondu avec Parc national Corcovado (Chili).
Le parc national Corcovado est un parc national situé sur la péninsule d'Osa dans le sud-ouest du Costa Rica et fait partie de la zone de conservation d'Osa. Il a été créé le 24 octobre 1975 et couvre une superficie de 42 560 hectares sur terre et 3 354 hectares en mer. Il est considéré comme une partie très importante du vaste système de parcs nationaux et de réserves biologiques du pays. La diversité biologique est étonnante. Le National Geographic l'a qualifié d'endroit le plus intense du monde en termes de biodiversité et on estime qu'aucun autre endroit au monde (de taille similaire) ne présente une telle diversité biologique.
Le parc a été proposé en 2003 pour une inscription au patrimoine mondial et figure sur la « liste indicative » de l’UNESCO dans la catégorie patrimoine naturel.

## Description
Selon le système de classification des zones de vie de Leslie Holdridge, la zone de v3] dans laquelle se trouve le parc consiste en une forêt tropicale très humide, l'une des rares forêts vierges de ce type encore présentes dans le Pacifique américain. Et dans la zone supérieure, une partie d'un autre écosystème similaire, une forêt tropicale humide, la seule qui subsiste dans tout le Pacifique méso-américain. Les deux écosystèmes sont caractérisés par des précipitations élevées : entre 1800 et 4000 mm dans la forêt humide et 4000 à +6000 mm dans la forêt très humide (moyenne annuelle). L'ensemble des caractéristiques du Corcovado : la situation géographique - comme le reste du pays, elle est située dans un corridor biologique -, la topographie, le climat, les particularités du sol, ont donné lieu à différents habitats terrestres tels que la forêt de montagne, la forêt de nuages, la forêt de plaine, la forêt marécageuse, le yolillal, le marécage herbacé, la mangrove ; ainsi qu'aquatiques, tant marins que d'eau douce. Tout cela rend possible la grande diversité d'espèces biologiques qu'elle possède.